# Веца д'Алба
Вѐца д'А̀лба (на италиански: Vezza d'Alba; на пиемонтски: Vëssa, Въса) е село и община в Северна Италия, провинция Кунео, регион Пиемонт. Разположено е на 313 m надморска височина. Населението на общината е 2230 души (към 2010 г.).